# Ali Shah Durrani
Ali Shāh Abdālī Durrānī (persiano: علی شاه درانی, noto anche come Ali I Durrani; Kabul, XVIII secolo – Kabul, 1819) è stato un sovrano afghano, padishah dell'Impero Durrani dal 1818 al 1819.
Figlio dell'imperatore Timur Shah Durrani, venne fatto strangolare da suo fratello Shah Isma'il nel 1819, dopo appena un anno di regno.